# Giuseppe Curti
Giuseppe Curti (* 20. März 1811 in Pambio-Noranco; † 19. August 1895 in Cureglia) war ein Schweizer Lehrer und Politiker (Liberal).

## Leben

### Familie
Giuseppe Curti war der Sohn seines gleichnamigen Vaters des Grundbesitzers Giuseppe Curti.
Er war verheiratet mit Ernesta (geb. Veladini); ihr gemeinsamer Sohn war der spätere Politiker Curzio Curti.

### Werdegang
Giuseppe Curti besuchte die Schulen bei den Somaskern in Lugano und später in Zug.
Er war als Lehrer am Institut Lamoni von Alberto Lamoni (1798–1838) in Muzzano und von 1834 bis 1837 in einem Internat in Zug tätig.
1844 gründete er in Cureglia eine Privatschule, die sich allerdings nicht halten konnte, und wurde im selben Jahr Mitglied des neu gegründeten Erziehungsrats des Kantons Tessin; 1846 wurde er per Dekret zum Direktor des Erziehungswesens ernannt, bis das Amt per Dekret 1848 wieder abgeschafft wurde.
Er unterrichtete von 1855 bis 1871 als Deutsch- und Französischlehrer am Gymnasium in Lugano.

### Politisches und schriftstellerisches Wirken
Von 1844 bis 1846 sass Giuseppe Curti für die Radikalliberalen im Tessiner Grossen Rat und nahm noch an Tagsatzungen teil.
Vom 1. Mai 1848 bis zum 1. Mai 1850 war er im Ständerat vertreten.
Er wirkte tatkräftig mit bei der Anwendung der Gesetzesvorschläge von Stefano Franscini sowie bei der Einführung neuer Systeme an den Schulen und machte dies bei Lehrern, Behörden und Öffentlichkeit bekannt.
Giuseppe Curti förderte die Lehrmethoden von Pater Gregor Girard sowie Johann Heinrich Pestalozzi und setzte sich aktiv für die Volkserziehung ein. Er veröffentlichte verschiedene Schriften didaktisch-pädagogischen Inhalts und war auch Mitarbeiter verschiedener liberaler Zeitungen und Zeitschriften.
Mit seiner Schrift Un pensiero ad un benemerito ticinese veröffentlichte er 1838 eine Biografie zu Alberto Lamoni, bei dem er seine pädagogische Karriere begann.
Seit 1849 fasste er die offiziellen italienischen Sprachfassungen von Bundespublikationen ab.

## Mitgliedschaften
Giuseppe Curti war seit 1838 Mitglied im Verein der Freunde der Volkserziehung und war von 1848 bis 1849 und von 1865 bis 1866 deren Präsident.

## Ehrungen und Auszeichnungen
Für Giuseppe Curti und seinen Sohn Curzio wurden in Cureglia eine Gedenktafel im Ort angebracht und in Lugano wurde die Via Giuseppe Curti nach ihm benannt.

## Schriften
- Breve storia della Svizzera ad uso della gioventù, compendiata per li suoi fratelli di patria. Lugano und Ruggia, 1833 (Digitalisat).
- Un pensiero ad un benemerito ticinese. Lugano, 1838.
- Insegnamento reale applicato atto studio della lingua tedesca. 1842.
- Storia naturale disposta con ordine scientifico. 1846 (Digitalisat).
- Storia svizzera per le scuole del popolo. Lugano, 1850 (Digitalisat).
- Corso fondamentale pratico teorico di lingua tedesca. Lugano, 1864 (Digitalisat).
- Racconti ticinesi dalla vita di celebri artisti. Bellinzona, 1866 (Digitalisat).
- Grammatichetta popolare. 1873 (Digitalisat).
- Istruzione popolare sull'innesto. Como, 1873.
- Sulla riforma dell'istruzione del popolo. 1874
- Guida per i maestri. 1878.
- Dell'insegnamento naturale della lingua. Lugano, 1885.